# Hayato Sasaki
Hayato Sasaki (japanisch 佐々木 勇人 Sasaki Hayato; * 29. November 1982 in der Präfektur Miyagi) ist ein ehemaliger japanischer Fußballspieler.

## Karriere
Sasaki erlernte das Fußballspielen in der Universitätsmannschaft der Osaka-Gakuin-Universität. Seinen ersten Vertrag unterschrieb er 2005 bei Montedio Yamagata. Der Verein spielte in der zweithöchsten Liga des Landes, der J2 League. Für den Verein absolvierte er 119 Ligaspiele. 2008 wechselte er zum Erstligisten Gamba Osaka. 2008 gewann er mit dem Verein den AFC Champions League. 201 wurde er mit dem Verein Vizemeister der J1 League. Für den Verein absolvierte er 111 Erstligaspiele. 2013 wechselte er zum Ligakonkurrenten Vegalta Sendai. Für den Verein absolvierte er 32 Erstligaspiele. 2015 wechselte er zum Zweitligisten Kyoto Sanga FC. Für den Verein absolvierte er 20 Ligaspiele. 2016 wechselte er zum Drittligisten Tochigi SC. Für den Verein absolvierte er 19 Ligaspiele. Ende 2016 beendete er seine Karriere als Fußballspieler.

## Erfolge
Gamba Osaka
- AFC Champions League

Sieger: 2008
- J1 League

Vizemeister: 2010
- Kaiserpokal

Sieger: 2008, 2009
Finalist: 2012